# Игнатьев, Анатолий Васильевич
Анатолий Васильевич Игнатьев (22 июля 1926, Смоленск, РСФСР, СССР — 28 октября 1986, Глубоково, Сельское поселение Васильевское, Серпуховский район, Московская область, РСФСР, СССР) — советский актёр театра и кино.

## Биография
Анатолий Игнатьев родился 22 июля 1926 года в Смоленске. В 1927 году семья переехала в Иваново-Вознесенье, а в 1930 году в Москву. Анатолий закончил 73-ю среднюю школу Киевского района города Москвы. Он ещё школьником снялся в фильмах «Личное дело» (Александра Разумного), «Брат героя» (Юрия Васильчикова) и «Бой под Соколом» (Александра Разумного).
В годы Великой Отечественной войны работал токарем на хлопкоочистительном заводе и на авиационном заводе. В 1943 году Игнатьев поступил на актёрский факультет Театрального училища имени Щукина, на курс Веры Константиновны Львовой. В 1948 году снялся в главной роли в фильме Леонида Лукова «Рядовой Александр Матросов».
C 1948 до 1955 год работал в Московском драматическом театре имени М. Н. Ермоловой. В 1955 году был принят в театр-студию киноактера, а в 1960 году переведён в штат Киностудии имени Горького. В 1971 году за передачу пакета человеку, за которым велось наблюдение, актёр был задержан следственными органами. В 1973 году Московским городским судом он был осуждён за соучастие в преступлении и приговорён к шести годам лишения свободы c конфискацией имущества. В 1975 году был помилован и освобождён. Годом позже был восстановлен на киностудии имени Горького, где работал режиссёром дубляжа. Снялся ещё в двух картинах — «Похищение скакуна» (1978) и «Не ставьте Лешему капканы…» (1981).
В 1983 году вышел на пенсию и жил в деревне Глубоково Серпуховского района Московской области. Похоронен на кладбище деревни Глубоково.

## Семья
Был дважды женат, от первого брака у Игнатьева было две дочери. Внучка Игнатьева — Катя Лычёва, советский «посол доброй воли».

## Фильмография
- 1939 — Личное дело — Сережа
- 1940 — Брат героя — Плинтусов-младший
- 1942 — Бой под Соколом — Климов
- 1947 — Рядовой Александр Матросов — Александр Матросов
- 1950 — Донецкие шахтеры — Владимир Недоля
- 1952 — Возвращение Василия Бортникова — Павел
- 1956 — За власть Советов — Цимбал
- 1956 — Капитан «Старой черепахи» — Сима
- 1956 — Мальва — Яков
- 1956 — Моя дочь — Павлик
- 1958 — Дорогой мой человек — солдат в медсанбате
- 1959 — Однажды ночью — Иван Афонин
- 1962 — На семи ветрах — Семагин
- 1963 — Понедельник – день тяжёлый — Борзов
- 1963 — Утренние поезда — бильярдист
- 1964 — Метель — Дравин
- 1965 — Арбузный рейс — буровик
- 1965 — О чём молчала тайга — Павел
- 1966 — Дневные звезды — убийца
- 1968 — Деревенский детектив — Гришка Сторожевой
- 1969 — Белый взрыв — Баранов
- 1978 — Похищение скакуна — Федор Иванович
- 1981 — Не ставьте Лешему капканы… — Игнатьев